# Бајоне
Ненад Бајић Бајоне (Београд, ФНРЈ, 31. март 1958) је српски поп, рок и џез кантаутор и певач. Завршио је стоматологију на Стоматолошком факултету Универзитета у Београду. Најмлађи члан Савеза композитора Југославије, као и Удружења музичара џеза, забавне и рок музике, постао је 1980. године. У Великој дворани Сава центра, је одржао први солистички концерт 1993. године, а од 1995. године, сваког пролећа, такође у Великој дворани Сава центра, одржавао је концерте за најмлађе. Опроштајни концерт је одржао 20.10.1999. године. Током 2000. године је био сценариста и водитељ свог ауторског шоу програма под називом "Bajonexpress", који се емитовао на тада престижној БК Телевизији. Програм је уз њега водила и његова ћерка Мина. Укупно је снимио 50 једносатних шоу програма, у којима су се талентована деца такмичила у певању, игри и глуми. Са музичке сцене повукао се 2001. године.

## Фестивали
- 1986. Опатија - Сан
- 1991. Београдско пролеће - На рубу твојих усана, победничка песма
- 1991. МЕСАМ - Химна љубави, друга награда жирија
- 1992. Југословенски избор за Евросонг - Молитва

## Дискографија

### Албуми
- 1983  Атак на батак
- 1991 Време љубави
- 1992 Сад и некад
- 1993 Упркос времену
- 1995 Радуј се
- 1998 Б-98